# Nachal Livne
Nachal Livne (hebrejsky נחל ליבנה) je vádí na Západním břehu Jordánu v Judských horách.
Začíná v nadmořské výšce okolo 800 metrů na západních svazích Judských hor na Západním břehu Jordánu severně od izraelské osady Bat Ajin v regionu Guš Ecion. Vede pak zalesněným údolím k severozápadu, přičemž se rychle zahlubuje do okolního terénu. Nachází se tu pramen Ejn Livne (עין ליבנה). Pak ústí východně od palestinské obce Jab'a zleva do vádí Nachal Masu'ot.